# Huis van het Volk (Somalië)
Het Huis van het Volk (Somalisch:  Golaha Shacabka; Arabisch: بيت الشعب, bayt al-shaeb) is het lagerhuis van het Federale Parlement van Somalië en telt 275 leden die op getrapte wijze worden gekozen door verschillende kiescolleges die elke een kiesdistrict vertegenwoordigen. Een kiescollege bestaat uit 51 leden (waarvan 16 vrouwen) en elk van hen wordt gekozen door een 135-leden tellende raad van oudsten (vertegenwoordigers van verschillende clans). Parlementariërs worden gekozen voor de duur van vier jaar. 
In 2012 werd het Federaal Parlement van Somalië opgericht ter vervanging van het Voorlopige Federale Parlement dat van 2004 tot 2012 bestond. Het Federaal Parlement bestaat uit twee Kamers, het Huis van het Volk (lagerhuis) en de Senaat (hogerhuis). In 2012 en 2016 vonden er verkiezingen plaats voor het Federale Parlement. In december 2020 zouden er eigenlijk nieuwe verkiezingen plaats moeten hebben gevonden, ditmaal op basis van het principe one man, one vote, maar de verkiezingen zijn uitgesteld vanwege de aanhoudende burgeroorlog.
Sinds 2018 is Mohamed Mursal Sheikh Abdurahman voorzitter van het Huis van het Volk.